# Mika Vermeulen
Mika Vermeulen (Ramsau am Dachstein, 26 juni 1999) is een Oostenrijkse langlaufer van Nederlandse afkomst.

## Carrière

### Olympische Spelen
Vermeulen nam deel aan de 30 km Skiatlon en de 15 km Individueel Cross Country van de Olympische Winterspelen 2022.

### Wereldkampioenschappen
2021
Vermeulen nam deel aan de Wereldkampioenschappen noords skiën 2021 in Oberstdorf
- Kwalificatie Sprint Klassieke Stijl – 64e (niet bij beste 30 die doorgingen naar de finale)[7]
- 2e Halve finale Team Sprint Vrije Stijl - 5e (met Benjamin Moser)[8] (overall 11e, niet bij beste 10 die finale liepen)[9]
- 15km Individueel Vrije Stijl - 42e[10]

2022
In 2022 werd er geen WK georganiseerd i.v.m. de Olympische Spelen.
2023
In 2023 nam Vermeulen deel aan het Wereldkampioenschappen noords skiën 2023 in Planica.
- 30km Skiatlon[12] - 29e
- 50km Massastart Klassieke Stijl[13] - 19e

### Wereldbeker
Sinds seizoen 2020/21 neemt Vermeulen deel aan de Wereldbeker langlaufen, met als beste resultaat  de 4e plaats op 26 november 2023 in Ruka (Finland) op de 20 km Vrije Stijl massastart.

In 2020/21 eindigde hij als 84e Overall, in 2021/22 als 113e Overall en in 2032/23 als 88e Overall.

### Wielrennen
Vermeulen reed in 2018 als wegwielrenner voor het UCI Continental team.

## Belangrijkste resultaten

### Olympische Winterspelen
| Editie | Plaats        | Resultaten                            |
| ------ | ------------- | ------------------------------------- |
| 2022   | Peking, China | 16e 30 km Skiatlon                    |
| 2022   | Peking, China | 23e 15 km Individueel Klassieke Stijl |

## Persoonlijk
Mika Vermeulen is de zoon van Vincent Vermeulen (1969) en Dorien Vermeulen-Hoogwerf (1972), allebei voormalige Nederlandse kampioenen langlaufen en Rolskiën. Vermeulen is genoemd naar de Finse voormalige langlaufer Mika Myllylä (1969-2011).
Zijn broer Moran (1997) is een professioneel wegwielrenner.